# Corolla intermedia
Corolla intermedia är en snäckart som först beskrevs av Tesch 1903.  Corolla intermedia ingår i släktet Corolla och familjen Cymbuliidae. Inga underarter finns listade i Catalogue of Life.